# Exit Music (For a Film)
"Exit Music (For a Film)" és una cançó del grup britànic Radiohead composta específicament pels crèdits finals de la pel·lícula Romeo + Juliet (1996). Malgrat que no fou inclosa en cap dels dos àlbums de banda sonora de la pel·lícula, Radiohead la va incloure en el seu àlbum d'estudi OK Computer (1997).
La cançó està molt inspirada en el Prelude N. 4 en E Menor de Frédéric Chopin. Posteriorment fou inclosa en altres pel·lícules com After.Life (2009) d'Agnieszka Wojtowicz o 2 Coelhos (2012), i també el capítol final de la sèrie de televisió Father Ted. El pianista de jazz Brad Mehldau va versionar la cançó a Art of the Trio, gravació que va aparèixer a la pel·lícula Unfaithful (2002). Altres bandes com Miranda Sex Garden, Scala & Kolacny Brothers, Easy Star All-Stars, Vampire Weekend o Amanda Palmer també han editat versions de la cançó. L'escriptor escocès Ian Rankin va titular Exit Music el dissetè volum de la sèrie de l'Inspector Rebus per aquesta cançó.